# Танаквиль
Танаквиль (этр. Θanaχvil, лат. Tanaquil, др.-греч. Τανακυλλίς, умерла после 579 до н. э.) — древнеримская царица, политический деятель Древнего Рима.

## Биография

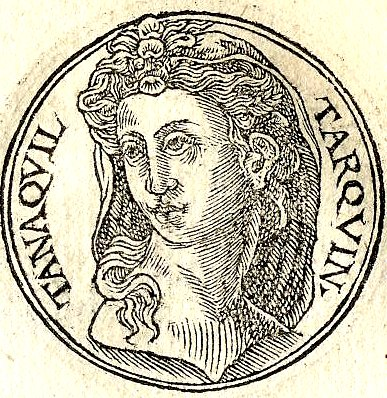
Портрет из сборника биографий Promptuarii iconum insigniorum (1553)

Танаквиль происходила из аристократического этруского рода из города Тарквинии. О дате рождения и родителях нет сведений. Вышла замуж за Луция Тарквиния. В честь города своей жены принял фамилию Тарквиний. Впрочем, амбиции Танаквиль требовали большего статуса для своей семьи, но муж в силу своего происхождения не мог занимать высших должностей.
Поэтому Танаквиль повлияла на Тарквиния, чтобы перебраться в Рим, где имела вес этрусская аристократия. Здесь Танаквиль помогала мужу (он добавил к своей фамилии когномен Приск) завоевать уважение граждан и стать приближённым царя Анка Марция. После смерти последнего в 616 году до н. э. Танаквиль повлияла на сенат, чтобы Луций Тарквиний получил царскую власть, несмотря на взрослых сыновей Анка Марция.
За время правления Луция Тарквиния Приска его жена сохраняла влияние на государственные дела. По некоторым сведениям, незадолго до смерти Приска стала любовницей Сервия Туллия. Поэтому после убийства мужа в 579 году до н. э. она помогла Сервию Туллию стать царём в обход своих сыновей. Танаквиль женила Сервия на своей старшей дочери. Дальнейшая её судьба неизвестна.
Ей приписывались прорицательские качества. Например, когда её муж на своей колеснице уже подъезжал к Яникулу, и над его головой закружился орёл, который схватил его шлем, поднял в воздух, а потом опять возложил на голову, Танаквиль объявила это добрым предзнаменованием, что её муж станет царём.